# Ljiljana Petrović
Ljiljana Petrović (Bosanski Brod, 1939 - 4 de fevereiro de 2020) foi uma cantora sérvia.

## Festival Eurovisão da Canção 1961
Em 1961,  Petrović representou a Jugoslávia no Festival Eurovisão da Canção 1961 com a canção  "Neke davne zvezde" ("Algumas estrelas antigas"). Petrović terminou em oitavo lugar, tendo recebido um total de 9 pontos.

## Morte
Morreu no dia 4 de fevereiro de 2020.

## Discografia
- Sastanak u 6, A strana: Sayonara (Berlin - Lj. Petrović - M. Rijavec), Plovi, srebrni meseče (Tobias - Stojsković - Rijavec), B strana; Isplači reku suza (Hamilton - Živković - Rijavec), Sastanak u 6 (S. Radosavljević - A. Korać - M. Rijavec), Jugoton - Zagreb, EPY 3093, 1961.
- Andrija, A strana: Andrija (Vučer - Chudoba - Černjul), Toni, Toni (Mahalup - Chudoba - N. Kalogjera), B strana; Lutanja (Pero Gotovac - Pomykalo), Ko crne ruže cvijet (Kustan - Chudoba - Pomykalo), Jugoton, Zagreb - EPY 3171,  1962.
- O, slatka baby, A strana; Očaravanje (F. D. Marchetti - M. Kinel), Hernando's Hideaway (Adler - Ross - M. Kinel), B strana; Mali cvet (Sidney Bechet - M. Kinel), O, slatka baby (Logan - Shuman - Kinel), Jugoton, Zagreb - EPY 3133,  1962.
- Chicago, A strana: Pevaj, pevaj, pevaj (L. Prima - V. Jakovljević), Voli me ili me ostavi (Kahn/Donaldson - M. Savić), B strana: Na sunčanoj stazi (J. Mc Hugh - Lj. Petrović), Chicago (F. Fisher - D. Šetina), PGP RTB, Beograd - EP 41 480,  1962.
- Lutanja, A strana: Andrija (Vučer - Chudoba - Černjul), Toni, Toni (Mahalup - Chudoba - N. Kalogjera), B strana: Lutanja (Pero Gotovac - Pomykalo), Ko crne ruže cvijet (Kustan - Chudoba - Pomykalo), Jugoton, Zagreb - EPY 3171, 1962.
- Brigitte Bardot, A strana: Brigitte Bardot (Gustavo - I. Stojković), Či-va-va (Parsons - Lj. Petrović), B strana: Yes, Sir, That's My Baby (Donaldson - M. Kinel), Budi naš gost večeras (Fats Domino - Lj. Petrović), Jugoton - Zagreb, EPY 3218,  196x.
- Twist ljubavi, A strana: Lalaika (J. Salo - A. Korać - A. Subota), Ni sad, ni pre (Aleksandar Korać), B strana: Twist ljubavi,  (A. Bovenzi - A. Korać - A. Subota), Vrati se sa letom (Taccani - A. Korać - A. Subota), Jugoton, Zagreb - EPY 3305,  1963.
- Kad praštamo jedno drugom,  A strana: Mlada sam (P. Donaggio - A. Korač), Nisam znala (P. Calvi - M. Kinel), B strana: Tamne oči - plavi svod (M. Panzeri - O. Živković), Kad praštamo jedno drugom (G. D'anzi - M. Savić), Jugoton, Zagreb - EPY 3313, 1964.
- Pogreših samo jedno, A strana: Kad ne bude mene više (trad.), Odlazim sutra (Aleksandar Korać), B strana: Kad mi pišeš, mila mati (trad.), Pogreših samo jedno (Stojan Andrić), Jugoton, Zagreb - EPY 3314,  1964.
- Mladi smo, A strana: Fransoaz (Miroslav Balta - Tihomir Petrović - Julio Marić), B strana: Mladi smo (Duško Mitrinović - Josip Jurić), Beograd Disk, Beograd - SVK 1017,  1970.
- Bekime, Bekime, A strana: Bekime, Bekime (Lj. Petrović), B strana: Nikola (J. Adamov - Lj. Petrović), Beograd disk - Beograd, SVK 1049, 1971.
- Ne igraj se, vetre, A strana: Ne igraj se, vetre (J. Adamov - Lj. Petrović), B strana: Zašto smo se sreli (J. Adamov - Lj. Petrović), PGP RTB, Beograd - 52 563,  1973.
- Sinulo je sunce, A strana: Gitaro, druže moj (A. Korać - Z. Skerl - A. Korać), B strana: Sinulo je sunce (A. Korać - J. Adamov - A. Korać), PGP RTB, Beograd - 52 638,  1974.